# Van den Hecke
Van den Hecke, ook Van den Hecke de Lembeke, was een familie van Zuid-Nederlandse adel.

## Geschiedenis
In 1696 verleende koning Karel II van Spanje erfelijke adel aan Louis van den Hecke, heer van Lembeke.

## Genealogie
- Louis van den Hecke (hierboven).
  - van den Hecke.
    - Louis-Mathieu van den Hecke (1711-1772), x Françoise Le Fevere de ten Hove, xx Marie-Agnès Odemaer.
      - Louis-Bernard van den Hecke (1747-1828), x Barbe Papeians de Morchoven dit van der Strepen (1752-1829).
        - Jacques-Joseph van den Hecke (zie hierna).

      - Jean-Bruno van den Hecke (zie hierna).

## Jacques-Joseph van den Hecke
- Jacques Joseph Jean Louis Van den Hecke, ook Van den Hecke della Faille, (Gent, 25 juli 1777 - 2 december 1849) was senator en burgemeester van Lembeke. Jonkheer Jacques Van den Hecke, zoon van Louis-Bernard van den Hecke, heer van Lembeke en erfachtig ontvanger en thesaurier van de Oudburg in Gent, en van Barbara Papeians de Morchoven dit van der Strepen, trouwde in 1808 met Marie-Rosalie della Faille d'Assenede (1782-1843), dochter van graaf Joseph-Sébastien della Faille d'Assenede en van Marie-Colette d'Hane de Leeuwergem. 
  - Victor van den Hecke (1810-1870), provincieraadslid voor Oost-Vlaanderen, trouwde met Clémence van de Woestyne (1813-1886).
    - Leon van den Hecke (1834-1916) burgemeester van Elene, provincieraadslid, trouwde in 1857 met Alice van de Woestyne (1834-1898). Ze hadden twee dochters. In 1875 kreeg hij vergunning om de Lembeke aan zijn familienaam toe te voegen.

## Jean-Bruno van den Hecke
Jean-Bruno van den Hecke (Gent, 5 augustus 1761 - 30 november 1842) was een zoon van Louis-Mathieu van den Hecke en van zijn tweede vrouw Marie-Agnès Odemaer. Hij trouwde in 1791 met Marie-Rosalie Kervyn (1770-1830). Ze kregen elf kinderen, met afstammelingen tot heden.